# Hocus Pocus 2
Hocus Pocus 2 (bra: Abracadabra 2) é um filme de terror e comédia de fantasia americano dirigido por Anne Fletcher, escrito por Jen D'Angelo e produzido pela Walt Disney Pictures. Uma sequência do filme Hocus Pocus de 1993, é estrelado por Bette Midler, Sarah Jessica Parker, Kathy Najimy e Doug Jones reprisando seus papéis; Whitney Peak, Lilia Buckingham, Belissa Escobedo, Hannah Waddingham, Tony Hale e Sam Richardson se juntam ao elenco em novos papéis.
Uma sequência de Hocus Pocus foi confirmada como estando em desenvolvimento em 2019, com D'Angelo definida para escrever o roteiro e Fletcher confirmada como diretora em abril de 2021. A produção começou em outubro de 2021 em Newport, Rhode Island, e terminou em janeiro de 2022. duas exibições de teste do filme indicaram um final fraco, as refilmagens ocorreram no início de junho de 2022, em Astoria, Nova York.
O filme foi lançado no Disney+ em 30 de setembro de 2022.

## Enredo
Em 1653, uma jovem Winifred Sanderson é banida de Salem pelo reverendo Traske depois que ela desafiou a autoridade da igreja em se recusar a se casar com um dos aldeões. Em vez de deixar que suas irmãs Mary e Sarah fossem tiradas dela, Winifred foge com elas para a Floresta Proibida. Lá, elas conhecem a Mãe Bruxa que presenteia Winifred com seu livro mágico em comemoração ao seu aniversário de dezesseis anos, onde segundo ela é a idade que uma bruxa aflora sua magia. Após a Mãe Bruxa advertir para nunca usarem o feitiço poderoso de  Magicae Maxima, o trio de irmãs começam a praticar sua recém adquirida bruxaria contra Traske. 
Em 2022, vinte e nove anos depois das irmãs Sanderson ressucitaram através da vela da Chama Negra, as adolescentes Becca e Izzy se preparam para comemorar o Halloween e o aniversário de dezesseis anos de Becca. As amigas tem uma pequena desavença com Cassie Traske por estar namorando com alguém que as menospreza. Becca e Izzy vão até a casa das Sanderson, que atualmente virou uma loja mágica. Elas são presenteadas pelo dono da loja, Gilbert, com uma cópia da Chama Negra para realizarem sua comemoração anual. Elas acendem a vela na Floresta Proibida e sem que soubessem, trazem Winifred e suas irmãs de volta a vida. 
As garotas enganam as bruxas ao leva-las para uma Walgreens e fogem da loja com ajuda da proteção do sal. Elas descobrem que Gilbert as enganou para trazerem as irmãs Sanderson de volta após ver elas no Halloween de 1993 e que o Livro o ajudou a criar uma nova vela mágica. As bruxas invadem a loja e veem os planfletos de campanha do prefeito Jefry Traske, pai de Cassie e descendente do reverendo Traske. Winifred encanta o porão para prender Becca e Izzy, planejando usar o feitiço Magicae Maxima para quebrarem o encanto da Chama Negra. As bruxas vão atrás de Jefry Traske para usar seu sangue para o encanto funcionar enquanto Gilbert é amaldiçoado a achar o restante dos ingredientes antes que a areia de uma ampulheta o mate. 
Becca e Izzy conseguem escapar do porão e partem para avisar Jefry do perigo que ele corre. As irmãs Sanderson veem o festival do Dia das Bruxas e encantam uma multidão ao cantarem uma banda de One Way or Another para encontrarem o prefeito. Enquanto isso Gilbert desenterra Billy Butcherson, que esteve acordado desde os eventos de 1993, o enganando para ajuda-lo a achar os ingredientes do feitiço. Becca e Izzy chegam na casa de Cassie, onde elas se escondem da chegada das irmãs Sanderson ao local. As bruxas são enganadas e presas em um círculo de sal pelas meninas na garagem antes que Winifred possa ataca-las.  
O Jefry volta para casa e não acredita nas alegações das garotas. Enquanto as garotas fazem as pazes, os    Robôres aspiradores de Mary destroem o circulo e as libertam. Cassie é sequestrada para ser usado seu sangue. Gilbert engana Billy e arranca a sua cabeça para parte do feitiço, colocando todos os ingredientes na Floresta Proibida apenas para ele ser expulso logo depois por Winifred por concluir sua tarefa. As irmãs Sanderson fazem parcialmente a Magicae Maxima, aumentando seu poder antes de serem distraidas por uma Becca que acabou de descobrir que é uma bruxa. Becca distraí elas para Izzy libertar Cassie e a garota aproveita para convencer o Livro a desistir de cooperar com Winifred, fugindo com ela no processo. 
O Livro revela as meninas que a advertência de Magicae Maxima é abrir mão daquilo que mais ama e tentam avisar Winifred antes que seja tarde. As irmãs Sanderson concluem o encanto sem ajuda do livro e ficam poderosas o suficiente para descarregarem relâmpagos e raios em Salem. Becca revela a advertência para Winifred que assiste Mary e Sarah desaparecerem na sua frente para sua tristeza. Inconformada, Winifred implora para o Livro reverter o feitiço, onde Becca se une com suas amigas para formarem seu próprio clã e fazem com que Winifred se encontre com suas irmãs. Para sua alegria, a bruxa ri e desaparece no ar. 
Billy e Gilbert se reunem com o trio de garotas, antes de descobrirem que todos os encantos de Winifred foram desfeitos ao ver Billy desaparecer para finalmente ter seu descanso eterno. Becca planeja ficar com o Livro, onde ele parece concordar. O trio de garotas sai felizes, imitando a forma de andar das Sanderson na rua enquanto uma ave semelhante a forma animal da Mãe Bruxa voa acima delas. 

## Elenco
- Bette Midler como como Winnie Sanderson, a mais velha das três irmãs Sanderson[3]
  - Taylor Paige Henderson como a jovem Winnie Sanderson
- Sarah Jessica Parker como Sarah Sanderson, a mais nova das três irmãs Sanderson[3]
  - Juju Brene como a jovem Sarah Sanderson
- Kathy Najimy como Mary Sanderson, irmã do meio de Winifred e Sarah[3]
  - Nina Kitchen como a jovem Mary Sanderson
- Doug Jones como Billy Butcherson, um ex-namorado envenenado por Winifred em 1º de maio de 1693, que é trazido de volta à vida como um zumbi[4]
- Whitney Peak como Becca, uma estudante do ensino médio tentando parar as irmãs Sanderson[5]
- Lilia Buckingham como Cassie, uma estudante do ensino médio tentando parar as irmãs Sanderson[5]
- Belissa Escobedo como Izzy, uma estudante do ensino médio tentando parar as irmãs Sanderson[5]
- Hannah Waddingham como Elizabeth Sanderson, irmã boa de Sarah, Winnie e Mary
- Tony Hale como Jefry Traske, o prefeito de Salem[6]
- Sam Richardson como Gilbert, o dono da Olde Salem Magic Shoppe

Além disso, Froy Gutierrez interpreta Mike, namorado de Cassie que intimida Becca. As estrelas de RuPaul's Drag Race, Ginger Minj, Kornbread Jeté e Kahmora Hall, retratarão drag queens se passando por Winnie, Mary e Sarah.

## Produção

### Desenvolvimento
Em julho de 2014, foi anunciado que The Walt Disney Company estava desenvolvendo um filme com tema sobrenatural sobre bruxas, e que Tina Fey estava a bordo como produtora e estrela. No entanto, o Deadline Hollywood desmascarou os rumores de que o filme era uma sequência de Hocus Pocus. Em novembro de 2014, Bette Midler disse em uma entrevista ao Screen Rant que ela estava pronta e disposta a retornar para uma sequência como Winnifred Sanderson. Ela também disse que suas co-estrelas Sarah Jessica Parker e Kathy Najimy estavam interessadas em reprisar os papéis de Sarah e Mary Sanderson também, mas enfatizaram que a Disney ainda não tinha dado luz verde a qualquer sequência, encorajando os fãs do filme original a persuadir a Disney a fazer uma. Em novembro de 2015, Midler afirmou em um Q&A do Facebook que "depois de todos esses anos e de toda a demanda dos fãs, acredito que posso me levantar e dizer firmemente um não inequívoco" em resposta a uma pergunta sobre uma sequência.
Em junho de 2016, o ator Doug Jones mencionou que a Disney estava considerando uma sequência, e nos bastidores havia discussões para possivelmente continuar a série. Em outubro de 2016, enquanto promovia seu programa da HBO, Divorce, Jessica Parker foi questionada por Andy Cohen sobre uma sequência. A resposta dela foi "Eu adoraria isso. Acho que temos falado muito que estamos muito interessados", mas ela insistiu que os fãs deveriam encorajar a Disney a desenvolver uma sequência. Em Hocus Pocus in Focus: The Thinking Fan's Guide to Disney's Halloween Classic, o autor Aaron Wallace identifica várias abordagens potenciais para uma sequência, mas observa que o maior desafio do projeto é o interesse da Walt Disney Studios em projetos de sustentação que prometem retornos de bilheteria muito altos.
Em setembro de 2017, o escritor de Hocus Pocus, Mick Garris, admitiu que estava trabalhando em um roteiro para Hocus Pocus 2 depois de anos de rumores e especulações e que potencialmente seria desenvolvido como um filme de televisão para Disney Channel, Freeform ou ABC. Mais tarde, foi confirmado que seria um remake para ir ao ar no Freeform, com a escritora de The Royals, Scarlett Lacey, definida para escrever e o produtor do filme original David Kirschner como produtor executivo, com o diretor original Kenny Ortega não esperado para estar envolvido. No mês seguinte, Midler disse que não gostava da ideia de um remake e que não participaria, independentemente de receber algum tipo de papel ou não, expressando dúvidas sobre como eles seriam capazes de reformular com sucesso seu papel como Winifred Sanderson.
Em fevereiro de 2018, Jones revelou que houve negociações para fazer uma sequência ambientada vinte anos após o filme original e que ele foi abordado para estar envolvido nele, embora tenha admitido que ainda está interessado em reprisar seu papel como Billy Butcherson. Em julho de 2018, um livro intitulado Hocus Pocus and the All-New Sequel foi lançado, contendo uma novelização do filme e uma história de sequência. A sequência se concentra na filha de Max e Allison, Poppy, que cresceu ouvindo a história da família do filme original e os pais que evitam o Halloween o máximo possível. Poppy é cética em relação ao conto e acaba na casa das Sanderson no Halloween, vinte e cinco anos depois do filme, em uma tentativa de provar que não há nada na história.
Em outubro de 2019, uma sequência foi anunciada para ser desenvolvida como um filme exclusivo do Disney+, com roteiro escrito por Jen D'Angelo. Em março de 2020, Adam Shankman assinou contrato para dirigir Hocus Pocus 2 simultaneamente com seu trabalho na sequência de Enchanted, Disenchanted.

### Seleção de elenco
Em 1 de novembro de 2019, Bette Midler, Sarah Jessica Parker e Kathy Najimy manifestaram interesse em reprisar seus papéis como as Irmãs Sanderson na sequência. Em setembro de 2020, Midler revelou que entrou em negociações para retornar no filme como Winifred, e em outubro de 2020, ela confirmou que retornará ao lado de Parker e Najimy. Em maio de 2021, foi confirmado que Midler, Parker e Najimy irão reprisar seus papéis como as Irmãs Sanderson. Em outubro de 2021, foi anunciado que Taylor Paige Henderson havia sido escalada como uma das três protagonistas. Pouco depois, foi relatado que Sam Richardson estava em negociações finais para se juntar ao elenco em um papel não revelado. Nesse mesmo mês, Tony Hale se juntou ao elenco como o prefeito de Salem, Jefry Traske. O elenco de apoio completo foi confirmado em 31 de outubro de 2021, incluindo Hannah Waddingham e o retorno de Doug Jones, que interpretou William "Billy" Butcherson no filme original. Em março de 2022, foi anunciado que Thora Birch não estaria reprisando o papel de Dani Dennison do filme anterior devido a conflitos de agendamento com a futura série da Netflix, Wednesday. Seu personagem ainda não foi reescalado.

### Pré-produção
Em 29 de outubro de 2020, Midler afirmou que um esboço da história para a sequência foi concluído, que ela elogiou como "muito bom" junto com Najimy e Jessica Parker. Em 3 de novembro, Midler revelou que os produtores estão tentando recontratar vários membros da equipe de produção do primeiro filme que estão vivos e não se aposentaram, pois sentiram que muito do sucesso do primeiro filme veio do trabalho da equipe de bastidores. Em abril de 2021, Anne Fletcher substituiu Shankman como diretor devido a seus deveres de direção com Disenchanted, embora ele permaneça como produtor executivo do filme.

### Filmagens
A produção estava programada para começar em meados de 2021, em Salem, Massachusetts. Em setembro de 2021, os cenários para Hocus Pocus 2 foram confirmados estarem sendo construídos em Chase Farms em Lincoln, Rhode Island, e Washington Square em Newport, Rhode Island. As filmagens começaram em 18 de outubro de 2021, em Providence, Rhode Island, sob o título de trabalho Black Flame.
A filmagem vazou em 2 de novembro de 2021. As filmagens também ocorreram em 8 de novembro de 2021, na Washington Square de Newport, ocorrendo em uma moderna Salem, Massachusetts. Em 10 de dezembro de 2021, as filmagens começaram em Federal Hill, que foi transformada com um cenário com tema de Halloween. Em janeiro de 2022, Midler foi às mídias sociais confirmando que as filmagens haviam sido concluídas.

## Música
Em outubro de 2021, foi anunciado que John Debney, o compositor do filme original, deveria retornar para fazer a trilha sequência.

## Marketing
O primeiro trailer foi lançado em 26 de junho de 2022. O teaser trailer alcançou 43,6 milhões de visualizações em suas primeiras 24 horas, enquanto no Twitter, a hashtag #HocusPocus se tornou uma das principais tendências do dia no Twitter após a estreia do teaser. A conversa na mídia social também foi a mais equilibrada entre os gêneros, com 51% de homens e 49% de mulheres.
O trailer foi lançado em 9 de setembro de 2022, no evento da Disney d23. O trailer nos seus primeiros 10 dias de lançamento alcançou mais de 5 milhões de visualizações. O trailer mostra mais sobre a história da nova aventura das irmãs Sanderson, mostra novos personagens e antigos como o zumbi billy, e as dificuldades que as nossas jovens heroínas irão ter para parar as bruxas de Salem.

## Lançamento
Hocus Pocus 2 foilançado em 30 de setembro de 2022 no Disney+.